# Anthothela tropicalis
Anthothela tropicalis is een zachte koraalsoort uit de familie Anthothelidae. De koraalsoort komt uit het geslacht Anthothela. Anthothela tropicalis werd in 1961 voor het eerst wetenschappelijk beschreven door Bayer. 